# Velika nagrada Hrvatske u jetskiju
Velika nagrada Hrvatske u jetskiju (Grand Prix of Croatia), utrka je iz UIM Aquabike European Continental Championship serije, odnosno Europskog prvenstva u Jet Skiju. To je najprestižnije natjecanje u jetskiju održano u Hrvatskoj.

## Izdanja
Lokacije
2019. Zagreb, Jarun
2017. Zadar i Vir
2016. Poreč
2015. Poreč
2006. Crikvenica

### Kružna utrka (Closed circuit)

#### Sjedeći (Runabout)
| Godina | Broj država | Broj vozača | Broj vozača | Broj vozača | Broj vozača | GP1                  | GP1    | GP1 | GP1      | GP1                  | GP1    | GP1                  | GP1    | GP2                  | GP2    | GP2 | GP2      | GP2                  | GP2    | GP2                  | GP2    | Stock                | Stock  | Stock | Stock    | Stock                | Stock  | Stock                | Stock  | GP4                  | GP4    | GP4 | GP4      | GP4                  | GP4    | GP4                  | GP4    |
| ------ | ----------- | ----------- | ----------- | ----------- | ----------- | -------------------- | ------ | --- | -------- | -------------------- | ------ | -------------------- | ------ | -------------------- | ------ | --- | -------- | -------------------- | ------ | -------------------- | ------ | -------------------- | ------ | ----- | -------- | -------------------- | ------ | -------------------- | ------ | -------------------- | ------ | --- | -------- | -------------------- | ------ | -------------------- | ------ |
| Godina | Broj država | GP1         | GP2         | Stock       | GP4         | Pobjednik            | Jetski | W/3 | MP [bod] | #2                   | Jetski | #3                   | Jetski | Pobjednik            | Jetski | W/3 | MP [bod] | #2                   | Jetski | #3                   | Jetski | Pobjednik            | Jetski | W/3   | MP [bod] | #2                   | Jetski | #3                   | Jetski | Pobjednik            | Jetski | W/3 | MP [bod] | #2                   | Jetski | #3                   | Jetski |
| 2021.  |             |             |             |             |             | Nepoznata kratica »« |        |     | +,       | Nepoznata kratica »« |        | Nepoznata kratica »« |        | Nepoznata kratica »« |        |     | +,       | Nepoznata kratica »« |        | Nepoznata kratica »« |        | Nepoznata kratica »« |        |       | +,       | Nepoznata kratica »« |        | Nepoznata kratica »« |        | Nepoznata kratica »« |        |     | +,       | Nepoznata kratica »« |        | Nepoznata kratica »« |        |
| 2020.  |             |             |             |             |             | Nepoznata kratica »« |        |     | +,       | Nepoznata kratica »« |        | Nepoznata kratica »« |        | Nepoznata kratica »« |        |     | +,       | Nepoznata kratica »« |        | Nepoznata kratica »« |        | Nepoznata kratica »« |        |       | +,       | Nepoznata kratica »« |        | Nepoznata kratica »« |        | Nepoznata kratica »« |        |     | +,       | Nepoznata kratica »« |        | Nepoznata kratica »« |        |
| 2019.  |             |             |             |             |             | Johanson             |        |     | +,       | Nepoznata kratica »« |        | Nepoznata kratica »« |        | Nepoznata kratica »« |        |     | +,       | Nepoznata kratica »« |        | Nepoznata kratica »« |        | Nepoznata kratica »« |        |       | +,       | Nepoznata kratica »« |        | Nepoznata kratica »« |        | Mattias Siimann      |        |     | +9       | Major Marcell        |        | Alejandro Artinano   |        |

#### Stojeći (SKI)
| Godina | Broj država | Broj vozača | Broj vozača | Broj vozača | GP1                  | GP1 | GP1      | GP1                  | GP1                  | GP2                  | GP2 | GP2      | GP2                  | GP2                  | Stock                | Stock | Stock    | Stock                | Stock                |
| ------ | ----------- | ----------- | ----------- | ----------- | -------------------- | --- | -------- | -------------------- | -------------------- | -------------------- | --- | -------- | -------------------- | -------------------- | -------------------- | ----- | -------- | -------------------- | -------------------- |
| Godina | Broj država | GP1         | GP2         | Stock       | Pobjednik            | W/3 | MP [bod] | #2                   | #3                   | Pobjednik            | W/3 | MP [bod] | #2                   | #3                   | Pobjednik            | W/3   | MP [bod] | #2                   | #3                   |
| 2021.  |             |             |             |             | Nepoznata kratica »« |     | +,       | Nepoznata kratica »« | Nepoznata kratica »« | Nepoznata kratica »« |     | +,       | Nepoznata kratica »« | Nepoznata kratica »« | Nepoznata kratica »« |       | +,       | Nepoznata kratica »« | Nepoznata kratica »« |
| 2020.  |             |             |             |             | Nepoznata kratica »« |     | +,       | Nepoznata kratica »« | Nepoznata kratica »« | Nepoznata kratica »« |     | +,       | Nepoznata kratica »« | Nepoznata kratica »« | Nepoznata kratica »« |       | +,       | Nepoznata kratica »« | Nepoznata kratica »« |
| 2019.  |             |             |             |             | Kevin Reiterer       |     | +,       | Binar                | Andersen             | Severi Salonen       | 3   | +11      | Slaven Ivančić       | Jasmin Ypraus        | Nepoznata kratica »« |       | +,       | Nepoznata kratica »« | Nepoznata kratica »« |

### Paralelni slalom

#### Sjedeći (Runabout)
| Godina | Broj država | Broj vozača | Broj vozača | Broj vozača | GP1                  | GP1    | GP1                  | GP1                  | GP2                  | GP2    | GP2                  | GP2                  | Stock                | Stock  | Stock                | Stock                |
| ------ | ----------- | ----------- | ----------- | ----------- | -------------------- | ------ | -------------------- | -------------------- | -------------------- | ------ | -------------------- | -------------------- | -------------------- | ------ | -------------------- | -------------------- |
| Godina | Broj država | GP1         | GP2         | Stock       | Pobjednik            | MP [s] | #2                   | #3                   | Pobjednik            | MP [s] | #2                   | #3                   | Pobjednik            | MP [s] | #2                   | #3                   |
| 2021.  |             |             |             |             | Nepoznata kratica »« | +,     | Nepoznata kratica »« | Nepoznata kratica »« | Nepoznata kratica »« | +,     | Nepoznata kratica »« | Nepoznata kratica »« | Nepoznata kratica »« | +,     | Nepoznata kratica »« | Nepoznata kratica »« |
| 2020.  |             |             |             |             | Nepoznata kratica »« | +,     | Nepoznata kratica »« | Nepoznata kratica »« | Nepoznata kratica »« | +,     | Nepoznata kratica »« | Nepoznata kratica »« | Nepoznata kratica »« | +,     | Nepoznata kratica »« | Nepoznata kratica »« |
| 2019.  |             |             |             |             | Nepoznata kratica »« | +,     | Nepoznata kratica »« | Nepoznata kratica »« | Nepoznata kratica »« | +,     | Nepoznata kratica »« | Nepoznata kratica »« | Nepoznata kratica »« | +,     | Nepoznata kratica »« | Nepoznata kratica »« |

#### Stojeći (SKI)
| Godina | Broj država | Broj vozača | Broj vozača | Broj vozača | GP1                  | GP1    | GP1                  | GP1                  | GP2                  | GP2    | GP2                  | GP2                  | Stock                | Stock  | Stock                | Stock                |
| ------ | ----------- | ----------- | ----------- | ----------- | -------------------- | ------ | -------------------- | -------------------- | -------------------- | ------ | -------------------- | -------------------- | -------------------- | ------ | -------------------- | -------------------- |
| Godina | Broj država | GP1         | GP2         | Stock       | Pobjednik            | MP [s] | #2                   | #3                   | Pobjednik            | MP [s] | #2                   | #3                   | Pobjednik            | MP [s] | #2                   | #3                   |
| 2021.  |             |             |             |             | Nepoznata kratica »« | +,     | Nepoznata kratica »« | Nepoznata kratica »« | Nepoznata kratica »« | +,     | Nepoznata kratica »« | Nepoznata kratica »« | Nepoznata kratica »« | +,     | Nepoznata kratica »« | Nepoznata kratica »« |
| 2020.  |             |             |             |             | Nepoznata kratica »« | +,     | Nepoznata kratica »« | Nepoznata kratica »« | Nepoznata kratica »« | +,     | Nepoznata kratica »« | Nepoznata kratica »« | Nepoznata kratica »« | +,     | Nepoznata kratica »« | Nepoznata kratica »« |
| 2019.  |             |             |             |             | Nepoznata kratica »« | +,     | Nepoznata kratica »« | Nepoznata kratica »« | Slaven Ivančić       | +,     | Andrea Guidi         | Nepoznata kratica »« | Nepoznata kratica »« | +,     | Nepoznata kratica »« | Nepoznata kratica »« |

### Offshore - Runabout
| Godina | Broj država | Broj vozača | Broj vozača | Broj vozača | Broj vozača | GP1                  | GP1 | GP1      | GP1                  | GP1                  | GP2                  | GP2 | GP2      | GP2                  | GP2                  | Stock                | Stock | Stock    | Stock                | Stock                | GP4                  | GP4 | GP4      | GP4                  | GP4                  |
| ------ | ----------- | ----------- | ----------- | ----------- | ----------- | -------------------- | --- | -------- | -------------------- | -------------------- | -------------------- | --- | -------- | -------------------- | -------------------- | -------------------- | ----- | -------- | -------------------- | -------------------- | -------------------- | --- | -------- | -------------------- | -------------------- |
| Godina | Broj država | GP1         | GP2         | Stock       | GP4         | Pobjednik            | W/3 | MP [bod] | #2                   | #3                   | Pobjednik            | W/3 | MP [bod] | #2                   | #3                   | Pobjednik            | W/3   | MP [bod] | #2                   | #3                   | Pobjednik            | W/3 | MP [bod] | #2                   | #3                   |
| 2017.  |             |             |             |             |             | Nepoznata kratica »« |     | +,       | Nepoznata kratica »« | Nepoznata kratica »« | Nepoznata kratica »« |     | +,       | Nepoznata kratica »« | Nepoznata kratica »« | Nepoznata kratica »« |       | +,       | Nepoznata kratica »« | Nepoznata kratica »« | Nepoznata kratica »« |     | +,       | Nepoznata kratica »« | Nepoznata kratica »« |